# Сан-Жуан (Лажеш-ду-Пику)
Сан-Жуан (порт. São João) — район (фрегезия) в Португалии, входит в округ Азорские острова. Расположен на острове Пику. Является составной частью муниципалитета Лажеш-ду-Пику. Население составляет 486 человек на 2001 год. Занимает площадь 32,31 км².
Покровителем района считается Иоанн Креститель (порт. São João).